# Rudy Winkler
Rudy Winkler, född 6 december 1994, är en amerikansk friidrottare som tävlar i slägga.

## Karriär
Winkler tog guld vid NACAC-mästerskapen 2022.